# Молоссы (собаки)

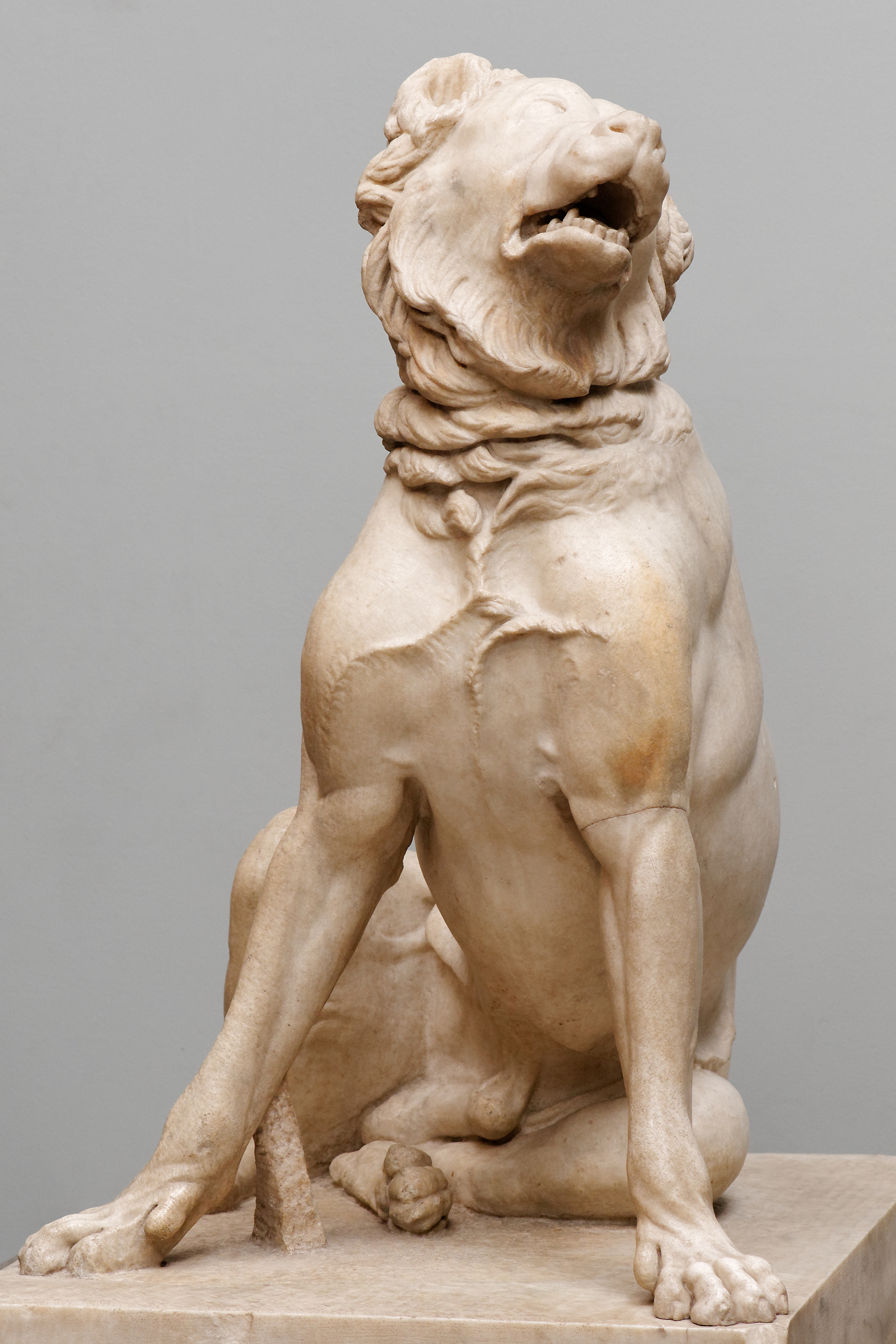
«Мраморная статуя сидящей молосской собаки», II век, Британский музей

Моло́ссы — группа пород собак, в которую входят пастушьи собаки, догообразные (потомки боевых и травильных собак) и гуртовые собаки. Самой древней группой среди молоссов считаются пастушьи собаки (охраняющие стада).

## История
Появление молосских собак связано с древним населением Эпира — молоссами. Разводить крупных боевых собак, согласно легенде, первой начала Олимпиада — мать Александра Македонского. Впоследствии такие собаки сопровождали походы полководца в качестве охранников обозов. Поскольку животные проявили себя как надёжные и агрессивные охранники, вскоре спрос на них вырос вместе с ценой и позволить себе покупку могли только богатые люди. Собаководы Эпира продавали лишь кобелей, оставляя сук для вязки внутри государства, тем самым защищая своё монопольное положение. Описание собак молосской подгруппы встречается в произведениях Гомера, Аристотеля, Плутарха, Эзопа и Колумеллы. После того как в 55 году до н. э. римляне высадились на Британские острова, они встретили собак «огромных размеров с широкими пастями», которые превосходили молоссов. 
Считается, что со временем потомки античных молоссов эволюционировали в породы, которые назывались по-разному: мастиф, мастин или матэн. Также существует мнение, что современные немецкие ротвейлеры — это потомки молосских собак, которые появились в германских землях в период римских завоеваний.

## Характеристики
Собаки-молоссы отличаются массивным телом, мощным корпусом, широкой мордой и сильными челюстями. Современные молоссы отличаются крепким здоровьем и умением стойко переносить физическую боль.
Среди особенностей молоссов выделяют низкую склонность к послушанию и дрессировке. Отмечается, что собаки понимают, чего от них хотят, но не проявляют желания выполнять приказы. Несмотря на это собаки проявляют себя как сторожи стада на довольно высоком уровне, что позволяет говорить о них как лучших среди караульных собак. Процесс физического и психического созревания происходит долго — около трёх лет. В возрасте 15—18 месяцев они всё ещё схожи со щенками.